# Breviceps verrucosus
Breviceps verrucosus é uma espécie de anfíbio da família Microhylidae.
Pode ser encontrada nos seguintes países: Lesoto, África do Sul e Essuatíni.
Os seus habitats naturais são: florestas temperadas, savanas áridas, matagal de clima temperado, campos de gramíneas de clima temperado e jardins rurais.
Está ameaçada por perda de habitat.